# Cecil Bendall
Cecil Bendall, född 1856 och död 1906 var en brittisk indolog.
Bendall företog 1884-85 och 1899 för den indiska arkeologin och epigrafiken betydelsefulla resor i Nordindien och Nepal. Han var 1882-98 bibliotekarie vid British museum samt 1885-1903 professor i sanskrit i London och 1903-06 i Cambridge. Bendall utgav de betydande arbetena Catalogue of the Buddhist Sanskit manuscripts in the University library, Cambridge, samt A journey of literary an archaeological research in Nepal and Northern India (1886).